# Catharina Roodzant
Catharina Roodzant-Glimmerveen, bekannt als Catharina Roodzant (* 21. Oktober 1896 in Rotterdam als Catharina Glimmerveen; † 24. Februar 1999 ebenda), war eine niederländische Schachspielerin.

## Familie
Am 2. Januar 1918 heiratete Catharina Glimmerveen den damals 25-jährigen David Roodzant, dessen Familiennamen sie annahm. Aus der Ehe gingen drei Kinder hervor. Er verstarb am 27. Februar 1958 in Rotterdam.
Die 1921 geborene Tochter Ivy, 1983 Schachmeisterin von Rotterdam, war mit dem Schachautor und Verfasser von Schachkompositionen Henk Mesman senior verheiratet.

## Schach
Roodzant war niederländische Frauenschachmeisterin 1935, 1936 und 1938. Sie spielte 1937 (10.–16. Platz) in Stockholm und 1939 (7. Platz) in Buenos Aires um die Schachweltmeisterschaft der Frauen. Beim Ausbruch des Zweiten Weltkriegs kehrte sie vorzeitig von Buenos Aires nach Europa zurück.
Mit der niederländischen Frauenmannschaft nahm sie an der Schacholympiade 1957 in Emmen teil.
Anlässlich ihres 100. Geburtstags 1996 wurde sie für das Sportprogramm eines Fernsehsenders der Nederlandse Omroep Stichting interviewt. Sie war Ritter im Orden von Oranien-Nassau.